# 칼코트 마타스켈레켈레

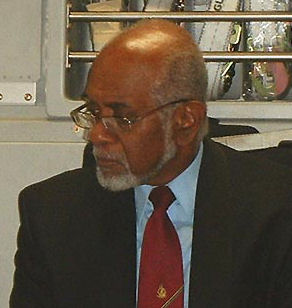

칼코트 마타스켈레켈레(Kalkot Mataskelekele, 1949년 4월 24일 ~ )는 바누아투의 정치인으로, 2004년부터 2009년까지 바누아투의 대통령직을 지냈다. 국가통합당(NUP) 소속이었다.